# Potencial retardado
En electrodinámica, los potenciales retardados son  potenciales electromagnéticos para el campo electromagnético generado por una corriente eléctrica o una distribución de carga en el pasado que varían en el tiempo. Los campos se propagan a la velocidad de la luz c, de modo que la relación causa-efecto que conecta a los campos a tiempos anteriores y posteriores es un factor importante. La señal requiere de un tiempo finito para propagarse desde un punto en la distribución de carga o la corriente (el punto de causa) hasta otro punto en el espacio (en donde se mide el efecto).

## Potenciales en el gauge de Lorenz

Vectores de posición r y r′ usados en el cálculo.

Iniciamos de la formulación en potenciales de las ecuaciones de Maxwell usando el gauge de Lorenz:
{\displaystyle \Box \varphi =-{\dfrac {\rho }{\epsilon _{0}}}\,,\quad \Box \mathbf {A} =-\mu _{0}\mathbf {J} }
donde φ(r,t) es el potencial eléctrico y A(r,t) es el potencial vectorial electromagnético, para una fuente arbitraria de densidad de carga ρ(r,t) y una densidad de corriente J(r,t), mientras que {\displaystyle \Box } es el operador de D'Alembert. Al resolver estas ecuaciones se obtienen los potenciales retardados.

### Potenciales retardados y adelantados para campos dependientes del tiempo
Para el caso de campos que dependen del tiempo, los potenciales retardados son:
{\displaystyle \mathrm {\varphi } (\mathbf {r} ,t)={\frac {1}{4\pi \epsilon _{0}}}\int {\frac {\rho (\mathbf {r} ',t_{r})}{|\mathbf {r} -\mathbf {r} '|}}\,\mathrm {d} ^{3}\mathbf {r} '}
{\displaystyle \mathbf {A} (\mathbf {r} ,t)={\frac {\mu _{0}}{4\pi }}\int {\frac {\mathbf {J} (\mathbf {r} ',t_{r})}{|\mathbf {r} -\mathbf {r} '|}}\,\mathrm {d} ^{3}\mathbf {r} '\,.}
donde r es un punto en el  espacio, t es el tiempo,
{\displaystyle t_{r}=t-{\frac {|\mathbf {r} -\mathbf {r} '|}{c}}}
es el tiempo retardado y d3r' indica que la integración se realiza sobre todo el espacio.
A partir de φ(r,t) y A(r,t), los campos E(r,t) y B(r,t) pueden calcularse usando la definición de los potenciales:
{\displaystyle -\mathbf {E} =\nabla \varphi +{\frac {\partial \mathbf {A} }{\partial t}}\,,\quad \mathbf {B} =\nabla \times \mathbf {A} \,.}
Esto conduce a las ecuaciones de Jefimenko. Los potenciales adelantados correspondientes tienen una forma idéntica, a excepción de que el tiempo adelantado,
{\displaystyle t_{a}=t+{\frac {|\mathbf {r} -\mathbf {r} '|}{c}},}
reemplaza al tiempo retardado.

### Comparación con potenciales estáticos para campos que dependen del tiempo
En el caso de que los campos no dependan del tiempo (campos electrostáticos y magnetostáticos) las derivadas con respecto al tiempo en los operadores {\displaystyle \Box } son cero, y las ecuaciones de Maxwell se reducen a:
{\displaystyle \nabla ^{2}\varphi =-{\dfrac {\rho }{\epsilon _{0}}}\,,\quad \nabla ^{2}\mathbf {A} =-\mu _{0}\mathbf {J} \,,}
donde ∇² es el operador laplaciano, que toma la forma de la ecuación de Poisson en cuatro componentes (una para φ y tres para A). En este caso las soluciones son:
{\displaystyle \mathrm {\varphi } (\mathbf {r} )={\frac {1}{4\pi \epsilon _{0}}}\int {\frac {\rho (\mathbf {r} ')}{|\mathbf {r} -\mathbf {r} '|}}\,\mathrm {d} ^{3}\mathbf {r} ',}
{\displaystyle \mathbf {A} (\mathbf {r} )={\frac {\mu _{0}}{4\pi }}\int {\frac {\mathbf {J} (\mathbf {r} ')}{|\mathbf {r} -\mathbf {r} '|}}\,\mathrm {d} ^{3}\mathbf {r} '\,.}
Estas se obtienen también directamente de los potenciales retardados.

## Potenciales en el gauge de Coulomb
En el gauge de Coulomb, las ecuaciones de Maxwell son:
{\displaystyle \nabla ^{2}\varphi =-{\dfrac {\rho }{\epsilon _{0}}}}
{\displaystyle \nabla ^{2}\mathbf {A} -{\dfrac {1}{c^{2}}}{\dfrac {\partial ^{2}\mathbf {A} }{\partial t^{2}}}=-\mu _{0}\mathbf {J} +{\dfrac {1}{c^{2}}}\nabla \left({\dfrac {\partial \varphi }{\partial t}}\right)\,,}
aunque las soluciones contrastan con las de arriba, puesto que A es un potencial retardado, aun así φ  cambia instantáneamente, dado por:
{\displaystyle \varphi (\mathbf {r} ,t)={\dfrac {1}{4\pi \epsilon _{0}}}\int {\dfrac {\rho (\mathbf {r} ',t)}{|\mathbf {r} -\mathbf {r} '|}}\mathrm {d} ^{3}\mathbf {r} '}
{\displaystyle \mathbf {A} (\mathbf {r} ,t)={\dfrac {1}{4\pi \varepsilon _{0}}}\nabla \times \int \mathrm {d} ^{3}\mathbf {r'} \int _{0}^{|\mathbf {r} -\mathbf {r} '|/c}\mathrm {d} t_{r}{\dfrac {t_{r}\mathbf {J} (\mathbf {r'} ,t-t_{r})}{|\mathbf {r} -\mathbf {r} '|^{3}}}\times (\mathbf {r} -\mathbf {r} ')\,.}
Esto presenta una ventaja y una desventaja del gauge de Coulomb: φ es calculable fácilmente a partir de la distribución de carga ρ, pero A no se calcula tan sencillamente a partir de la distribución de corriente J. Sin embargo, debido a que necesitamos que los potenciales se anulen en infinito, pueden expresarse en términos de los campos:
{\displaystyle \varphi (\mathbf {r} ,t)={\dfrac {1}{4\pi }}\int {\dfrac {\nabla \cdot \mathbf {E} ({r}',t)}{|\mathbf {r} -\mathbf {r} '|}}\mathrm {d} ^{3}\mathbf {r} '}
{\displaystyle \mathbf {A} (\mathbf {r} ,t)={\dfrac {1}{4\pi }}\int {\dfrac {\nabla \times \mathbf {B} ({r}',t)}{|\mathbf {r} -\mathbf {r} '|}}\mathrm {d} ^{3}\mathbf {r} '}

## Aplicación
Una teoría de muchos cuerpos que incluye un promedio de los potenciales de Liénard-Wiechert retardados y adelantados es la teoría del absorbedor de Wheeler-Feynman, que también se conoce como teoría de Wheeler-Feynman simétrica en el tiempo.